# Birger Malmsten
Albert Birger Malmsten (født 23. december 1920, død 15. februar 1991) var en svensk skuespiller, der blev kendt for at medvirke i flere af Ingmar Bergmans film. Blandt disse kan nævnes Det regner på vor kærlighed (1946), Sømandstøsen (1947), Musik i mørket (1948), Tørst (1949) og To mennesker (1950).
Malmsten var gift med skuespillerinden Haide Göransson (1928-2008). De fik to børn, datteren Liselotte og sønnen Claes.

## Udvalgt filmografi
- En ægte skåning (1936, ukrediteret)
- Det tossede hotel (1940, ukrediteret)
- General von Döbeln (1942, ukrediteret)
- Mellem to tog (1943, ukrediteret)
- På liv og død (1943, ukrediteret)
- Tænk kun på de lykkelige timer (1944)
- Forfulgt (1944, ukrediteret)
- Det regner på vor kærlighed (1946)
- De stærke hænder (1946)
- Sømandstøsen (1947)
- Forbrydelse i sol (1947)
- Musik i mørket (1948)
- Banketten (1948)
- Eva (1948)
- Fængsel (1949)
- Tørst (1949)
- To mennesker (1950)
- Restaurant Intim (1950)
- Garnisonens gæve gutter (1950)
- Sommerleg (1951)
- Mens kvinder venter (1952)
- Storbondens datter (1953)
- Al jordens herlighed (1953)
- Ingen mands kvinde (1953)
- Skyer over Hellesta (1956)
- Laila (1958)
- Med fara för livet (1959)
- Stilheden (1963)
- Carmilla (1968)
- Som havets nøgne vind (1968)
- Det sidste eventyr (1974)
- Ansigt til ansigt (1976)
- Tabu (1977)
- Jönssonligan får guldfeber (1984)
- Kopplingen (tv-serie, 1991)